# 七沢またり
七沢 またり（ななさわ またり）は、日本のライトノベル作家。

## 略歴
2010年頃からにんぽっぽ名義で「Arcadia」や「小説家になろう」といった小説投稿サイトを拠点に活動、『東方Project』や『ドラゴンクエストIII そして伝説へ…』等の二次創作小説をWEB上で発表する。
2012年に初のオリジナル作品として『死神を食べた少女』を連載開始し、同年に完結。同年12月にエンターブレインより書籍版が全2巻で刊行され、それに併せて名義を現在の物に変更した。以降も小説投稿サイトを拠点に執筆活動を継続している。
第3作品目の『火輪を抱いた少女』を最後に長らく新刊を出版していなかったが、2022年11月に第4作品目の『みつばものがたり 呪いの少女と死の輪舞』がMFブックスより書籍版が刊行されるのと同時に、コミカライズ版も連載が開始する。
執筆活動以外の本業はコーヒー業界で、現在の名義はコーヒーの銘柄「モカ・マタリ」に由来。著作の登場人物の名称にもコーヒー関連の用語を用いた物が多い。

## 作品リスト
商業媒体で出版された作品のみ記載。
- 死神を食べた少女（全2巻、2012年12月19日発売、KADOKAWA エンターブレイン）
- 勇者、或いは化け物と呼ばれた少女（全2巻、2014年7月31日発売、KADOKAWA エンターブレイン）
- 火輪を抱いた少女（全3巻、2015年11月30日発売、KADOKAWA エンターブレイン）
- みつばものがたり 呪いの少女と死の輪舞（既刊2巻、2022年11月25日発売、KADOKAWA MFブックス）